# 埼玉県歯科技工士会
一般社団法人埼玉県歯科技工士会（さいたまけんしかぎこうしかい）は、埼玉県さいたま市浦和区に本部を置き、県内の歯科技工士によって構成される一般社団法人。

## 概要
1955年（昭和30年）に設立された。歯科技工に関する啓蒙、啓発活動や歯科技工士の利益を守るための社会的活動などを行っている。歯科技工士の任意加入団体である。